# Bruno Serralongue
Bruno Serralongue, né en 1968 à Châtellerault, est un artiste français. Il vit et travaille à Paris.

## Biographie
Bruno Serralongue est diplômé de l’École nationale supérieure de la photographie d’Arles en 1993 et de la Villa Arson de Nice. Il vit à Paris où il travaille ainsi qu'à Genève ou il enseigne à la HEAD : Haute Ecole d'Art et de Design depuis 2004. 
Depuis les années 90, il s'interroge sur les conditions concrètes de production, de diffusion et de circulation de l'image médiatique, ses usages et son statut. Bien qu'empruntant certains mécanismes du photojournalisme, Bruno Serralongue s'intéresse aux coulisses, à la périphérie de l'information. Ses œuvres explorent le rôle du photographe et sa position vis-à-vis du sujet. Souvent politiques, sa démarche s’inscrit dans tous les aspects de production de l’image. Ainsi, son travail est autant une enquête du moment politique que de sa représentation même. Depuis 1996, ses photographies ont été exposées régulièrement en France et à l’étranger. Ses œuvres sont présentes dans de nombreuses collections privées et publiques telles que le Musée d’Art Moderne de la ville de Paris, la Tate Modern à Londres, le Fotomuseum de Winterthur, le Musée National d’Art Moderne, Centre Pompidou, Paris et la Cité Nationale de l’Histoire de l’Immigration, Paris.
Le Musée du Jeu de Paume a organisé une rétrospective de son travail en 2010, Feux de camp, qui a ensuite voyagé à la Virreina Centre de la Imatge, Barcelone et au Wiels, Bruxelles. 
Il est représenté par les galeries Air de Paris à Paris, Baronian à Bruxelles et Francesca Pia à Zurich

## Expositions personnelles
2017
- Un cheval, Le Bleu du ciel, Lyon

2016
- Zone à défendre, Galerie Albert Baronian, Bruxelles

2015
- La terre est un crocodile, Mamco, Geneve

2013
- Sud-Soudan, Galerie Francesca Pia, Zurich

2012
- Histoire des avant-dernières luttes, Air de Paris, Paris
- Sud-Soudan, Rencontres d'Arles, Arles

2011
- Kosovo (ensemble 3) 2010, Galerie Baronian Francey, Bruxelles

2010
- Feux de camp, Jeu de Paume, Paris

2009
- Bruno Serralongue Wiels, Bruxelles

2007
- Calais, Air de Paris, Paris
- Backdraft, Centre de la Photographie, Genève

2006
- Groupes de travail, Air de Paris, Paris

2001
- Jornal do Brasil, Air de Paris, Paris

1999
- Bruno Serralongue, Villa Arson, Nice

1997
- Tomorrow will be better, Air de Paris, Paris

## Publications
- Monographie de référence publiée par le jeu de Paume, textes de Marta Gili et Dirk Snauwaert, ainsi qu'un essai de Charles Guerra, Les Presses du Réel, 2002 et version anglaise, éditions JRP/Ringier (2010)  (ISBN 978-2-84066-407-9)
- Alain Bergala et Bruno Serralongue, Sam Lévin, Seuil/éditions du patrimoine, 1999.
- La Otra, textes de Jordi Vidal, Joerg Bader et Bruno Serralongue, Les Presses du Réel, 2007  (ISBN 978-2-84066-220-4)

## Collections publiques
- Centre Georges-Pompidou, Paris
- Musée d'art moderne de la ville de Paris, Paris
- Tate Modern, Londres
- Fotomuseum Winterthur, Suisse
- Musée de la photographie, Charleroi, Belgique